# Campionato israeliano di pallacanestro
Il campionato israeliano di pallacanestro è l'insieme delle competizioni cestistiche organizzate dalla Federazione cestistica d'Israele (IBBA).
In ambito maschile il massimo campionato professionistico è denominato Ligat ha'Al ed è stato organizzato per la prima volta nel 1954. Il campionato femminile (IWBL) è nato tre anni dopo, nel 1957.

## Struttura

### Campionato maschile
- Campionati nazionali

1. Ligat ha'Al (in ebraico: ליגת העל)
2. Liga Leumit o National League (in ebraico: ליגה לאומית)
3. Liga Artzit o National League 2
suddivisa in due leghe: Nord e Sud
4. Lega A
5. Lega B

### Campionato femminile
- Campionati nazionali

1. Women's Basketball League (IWBL) (in ebraico: ליגת העל בכדורסל נשים)
2. Women's National Basketball League
- Campionati regionali